# Хлыстов, Никита Алексеевич
Ники́та Алексе́евич Хлысто́в (род. 23 июля 1993, Магнитогорск, Челябинская область) — российский хоккеист, защитник «Нефтехимика».

## Биография
Родился в Магнитогорске в семье рабочего (в будущем главного энергетика ПАО ММК) и школьного психолога. После школы поступил на очное отделение Магнитогорского государственного технического университета. В юном возрасте побывал на просмотре в Ханты-Мансийске и Хабаровске, но везде получал отказ. Закрепиться удалось в клубе МХЛ «Стальные лисы», в котором провёл целый сезон 2012/13. В КХЛ впервые сыграл 13 ноября 2013 года за «Трактор» в матче против «Донбасса». 7 мая 2016 года перешёл в «Югру» в обмен на денежную компенсацию.